# Sienne (fleuve)
Pour les articles homonymes, voir Sienne (homonymie).
La Sienne est un fleuve côtier qui prend sa source dans le Calvados dans l'ancienne commune de Saint-Sever-Calvados, nouvellement Noues de Sienne, et se jette au havre de Regnéville dans la Manche.

## Géographie
La Sienne prend sa source en forêt de Saint-Sever et coule en prenant la direction de l'ouest, puis s'oriente au nord-ouest à partir de Villedieu-les-Poêles. Elle arrose ensuite Gavray et Quettreville-sur-Sienne avant de rejoindre la Manche au havre de Regnéville après un parcours de 92,6 km dans l'extrême sud-ouest du Calvados et le centre-Manche.

### Communes traversées

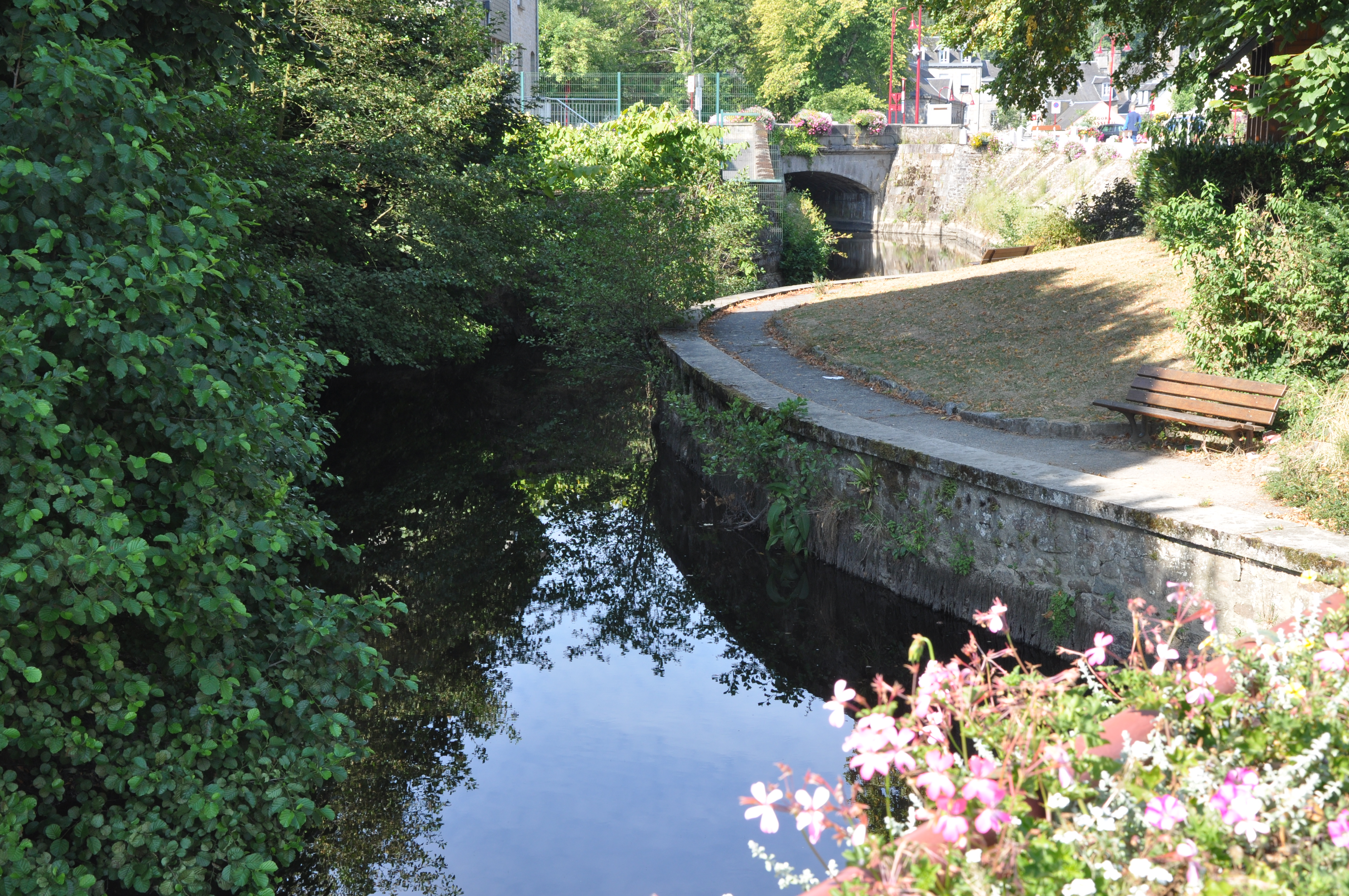
La Sienne à Villedieu-les-Poêles.

La Sienne nait en forêt de Saint-Sever sur la commune de Saint-Sever-Calvados, Noues de Sienne, puis fait fonction de limite pour cette commune, puis celles du Gast, de Coulouvray-Boisbenâtre, de Fontenermont, de Boisyvon, de Saint-Aubin-des-Bois, de Saint-Maur-des-Bois, de Beslon, de Sainte-Cécile. Elle traverse cette dernière ainsi que Villedieu-les-Poêles, puis lui sert de limite ainsi que pour  La Colombe, La Bloutière, Percy, Montaigu-les-Bois, Sourdeval-les-Bois, Hambye, La Baleine, Saint-Denis-le-Gast, Gavray qu'elle traverse ainsi que Ver et Cérences. Elle borde ensuite Le Mesnil-Aubert, Trelly, Quettreville-sur-Sienne (qu'elle traverse au niveau du bourg), Contrières, Hyenville, Orval et Montchaton. Son estuaire se situe entre Heugueville-sur-Sienne, Regnéville-sur-Mer, Tourville-sur-Sienne et Agon-Coutainville.

### Bassin versant
Le bassin de la Sienne occupe principalement le centre-ouest du département de la Manche et s'étale du sud-est au nord-ouest entre les bassins de l'Ay et de la Douve  au nord, de la Vire à l'est et de la Sée au sud. À l'ouest, il avoisine quelques petits fleuves côtiers dont le Thar et le Boscq.

### Organisme gestionnaire
L'organisme gestionnaire est le SIAES ou Syndicat Intercommunal d'Aménagement et d'Entretien de la Sienne, qui travaille sur 580km2, sur les deux départements de la manche et du Calvados, sis à Gavray. Le linéaire des cours d'eau s'établit à 360 km.

## Affluents
La Soulles, dont le bassin occupe le nord du bassin de la Sienne, est le plus important des affluents (52 km, en rive droite entre Orval et Heugueville-sur-Sienne) et alimente leur estuaire commun. Deux autres affluents atteignent les 20 km : l'Airou (30 km, en rive gauche à Ver) qui collecte les eaux du sud-ouest du bassin, et la Vanne (20 km, en rive droite entre Quettreville-sur-Sienne et Contrières). Trois autres affluents dépassent les 10 km : la Sènène (14,2 km, en rive droite à Beslon), la Gièze (12,1 km, en rive droite à Percy) et la Bérence (11,4 km, en rive gauche à Gavray).

## Hydrologie
Le régime hydrologique de la Sienne est dit pluvial océanique.

### La Sienne à Saint-Cécile
La Sienne a été observée depuis le 1er juin 1981  à la station I7021020 - la Sienne à Saint-Cécile [2], à 115 m d'altitude et pour bassin versant de 85,7 km2.
Son module a cette station est de 1,74 m3/s

### Étiage ou basses eaux
À l'étiage, c'est-à-dire aux basses eaux, le VCN3, ou débit minimal du cours d'eau enregistré pendant trois jours consécutifs sur un mois, en cas de quinquennale sèche s'établit à 0,190 m3/s, ce qui reste correct,.

### Crues
Sur cette période d'observation, le débit journalier maximal a été observé le 26 janvier 1995 pour 27,80 m3/s. Le débit instantané maximal a été observé le même 26 janvier 1995 avec 30,60 m3/s en même temps que la hauteur maximale instantanée de 289 cm soit 2,89 m.
Le QIX 2 est de 14 m3/s, le QIX 5 est 19 m3/s, le QIX 10 est de 22 m3/s, le QIX 20 est de 25 m3/s et le QIX 50 est de 29 m3/s. Le QIX 100 n'a pas pu être calculé vu la période d'observation de 40 ans.

### Lame d'eau et débit spécifique
La lame d'eau écoulée dans cette partie du bassin versant de la rivière est de 644 millimètres annuellement, ce qui est plus du double de la moyenne en France, à 300 mm/an. Le débit spécifique (Qsp) atteint 20,3 litres par seconde et par kilomètre carré de bassin.

## Aménagements et écologie

### Estuaire

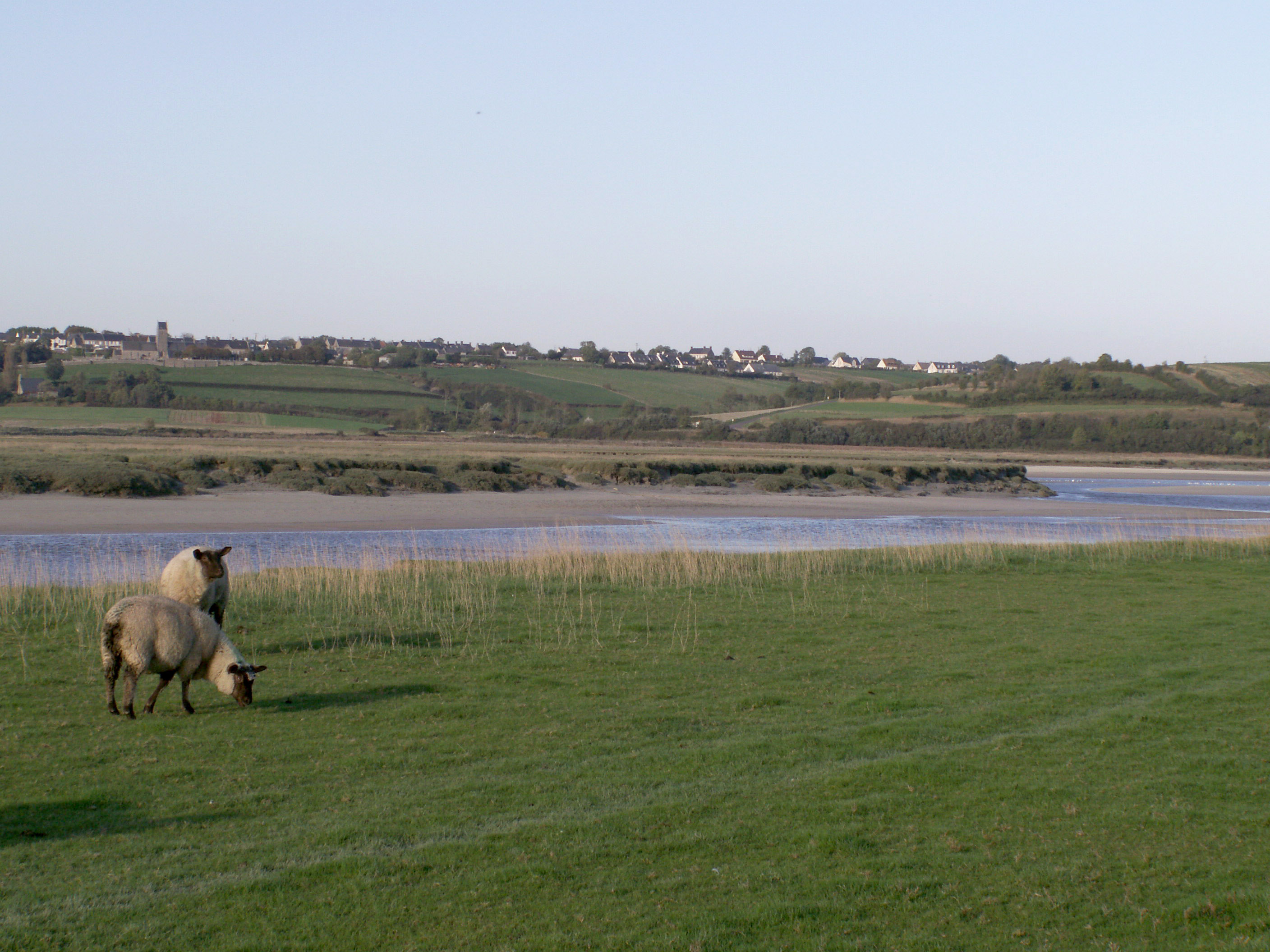
La Sienne près de son embouchure, en face de Tourville-sur-Sienne

L'estuaire de la Sienne, appelé havre de Regnéville ou baie de Sienne, est situé sur la Côte des Havres. C'est un espace naturel important. Soumis aux marées sur une grande étendue, il est régulièrement inondé lors des grandes marées. Il présente les caractéristiques typiques des havres normands, avec un éperon sableux (la pointe d'Agon) derrière lequel se développent la slikke et la schorre. Le domaine maritime commence au niveau du pont de Hyenville.
C'est le lieu de pacage des moutons de pré salé, et ce pâturage intensif a pour effet de produire de larges étendues d'herbe rase. On peut observer les saumons qui remontent le courant et de nombreux autres poissons utilisent l'estuaire pour la reproduction. De nombreuses espèces d'oiseaux sauvages fréquentent le lieu (bernaches cravants et huîtriers pies par exemple). En ce qui concerne la sous-espèce à ventre pâle de la bernache cravant Bernicla bernicla hrota (provenant de Groenland, Islande, et Canada), la baie de Sienne a une importance internationale car elle héberge la plupart des hivernants de cette sous-espèce en France.